# NGC 4888
NGC 4888 ist eine Spiralgalaxie vom Hubble-Typ Sab im Sternbild Jungfrau, die etwa 175 Millionen Lichtjahre von der Milchstraße entfernt ist.
Sie wurde zusammen mit NGC 4878 und NGC 4879 in einer einzigen Beobachtung am 23. März 1789 von Wilhelm Herschel mit einem 18,7-Zoll-Spiegelteleskop entdeckt, der dabei „N4878,9 III 758,9 20m 55s f, 1d 53m n Two nebulae, both vF, vS. N4888 II 778 21m 12s f, 1d 54m n F, S, sf a double star“ notierte.